# 퍼펙트! 슈퍼 몽키 볼
《퍼펙트! 슈퍼 몽키 볼》은 세가가 제작한 3D 플랫폼 게임이다. 《슈퍼 몽키 볼》의 일곱 번째 작품으로 2006년 Wii로 처음 출시됐다.
Wii로 최초 출시 당시 일본판은 《슈퍼 몽키 볼 우끼끼 파티 대집합》, 영어판은 《슈퍼 몽키 볼: 바나나 블리츠》라는 제목으로 발매됐다.
2019년 10월 29일, Wii 리모트 컨트롤러에서 벗어나 현대 기종에 맞는 조작방식을 도입하고 컨텐츠를 추가한 리메이크가 닌텐도 스위치, 플레이스테이션 4, 엑스박스 원 및 마이크로소프트 윈도우로 발매됐다. 대한민국에서 《퍼펙트! 슈퍼 몽키 볼》이라는 제목으로 출시됐으며, 일본판은 《먹어라! 슈퍼 몽키 볼》, 영어판은 《슈퍼 몽키 볼: 바나나 블리츠 HD》라는 제목으로 발매됐다.

## 발매
2019년 7월 16일, 그래픽을 강화한 HD 리메이크가 패미통을 통해 스크린샷과 패키지 표지와 함께 공개했다. 직후에 세가는 전세계에 동시출시할 것임을 알렸다.

## 참조
1. ↑  일본어: スーパーモンキーボール ウキウキパーティー大集合, 영어: Super Monkey Ball Ukiuki Party Daishūgō
2. ↑  영어: Super Monkey Ball: Banana Blitz
3. ↑  일본어: たべごろ！スーパーモンキーボール, 영어: Tabegoro! Super Monkey Ball
4. ↑  영어: Super Monkey Ball: Banana Blitz HD